# Philippe V (roi d'Espagne)
Pour les articles homonymes, voir Philippe V, Philippe de France et Philippe de Bourbon.
 (mars 2018).
Philippe V, dit el Animoso en espagnol, c'est-à-dire « le Brave », né le 19 décembre 1683 au château de Versailles et mort le 9 juillet 1746 au palais du Buen Retiro à Madrid, est un prince issu de la maison de France, devenu roi d'Espagne et des Indes en 1700, à la mort de son grand-oncle Charles II de Habsbourg. Il abdique brièvement en 1724 au profit de son fils Louis Ier, avant de remonter sur le trône six mois plus tard, et ce jusqu'à sa mort en 1746. Son règne, de quarante-cinq ans et deux jours, est le plus long de la monarchie espagnole.
Fils cadet du Grand Dauphin et petit-fils du roi Louis XIV, le jeune Philippe de France est d'abord titré duc d'Anjou, avant d'être appelé à ceindre les couronnes espagnoles, au moment où s'éteint la maison d'Autriche, qui régnait sur l'empire espagnol depuis Philippe le Beau. Il fonde ainsi une nouvelle dynastie et devient le premier monarque espagnol de la maison de Bourbon.
Son règne, marqué dans un premier temps par la guerre de Succession et l'affermissement de son trône, inaugure aussi une ère de réformes, modifiant profondément l'organisation territoriale des royaumes hispaniques par l'abolition des royaumes de Castille et d'Aragon. De roi des Espagnes, il le devient à la suite des décrets de Nueva Planta en 1716 roi d'Espagne.

## Biographie

### Enfance française et enjeux successoraux espagnols

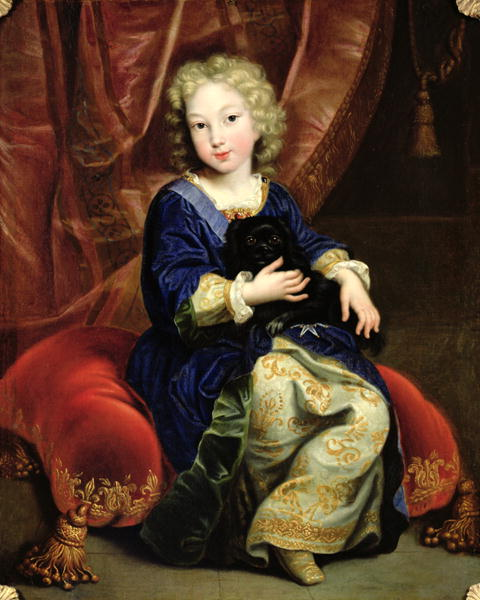
Portrait de Philippe, alors duc d'Anjou, par Pierre Mignard, 1686.

#### Naissance et éducation
Philippe naît le 19 décembre 1683 au château de Versailles. Deuxième fils de l'héritier du trône de France, Louis, dit « le Grand Dauphin » et de Marie-Anne de Bavière, il est ondoyé le jour de sa naissance dans la chambre de sa mère par Emmanuel-Théodose de La Tour d'Auvergne, cardinal de Bouillon, et par Nicolas Thibault, curé de l'église Saint-Julien de Versailles, en présence de son grand-père, le roi Louis XIV, et de son grand-oncle, Philippe d'Orléans. Il est titré à sa naissance duc d'Anjou, titre traditionnel pour les cadets de la famille royale.

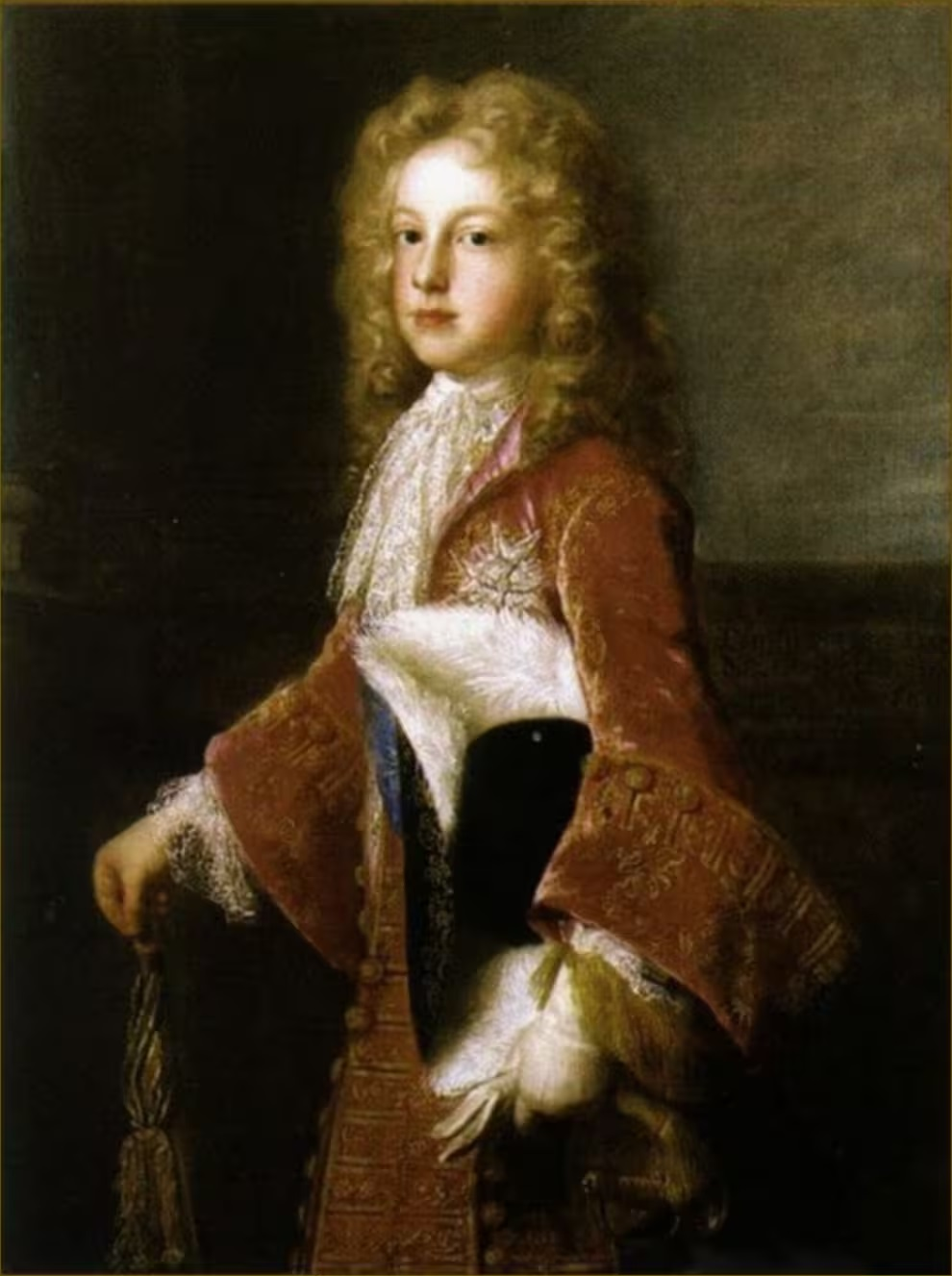
Philippe V, duc d'Anjou enfant, par François de Troy 1696.

Le 18 janvier 1687, le même jour que ses deux frères Louis de Bourgogne et Charles de Berry, Philippe d'Anjou est baptisé par l'évêque d'Orléans et premier aumônier du roi, Pierre du Cambout de Coislin, dans la chapelle royale du château de Versailles, en présence de François Hébert, curé de l'église Notre-Dame de Versailles. Son parrain est « Monsieur », Philippe d'Orléans, frère du roi, et sa marraine est « Mademoiselle », Élisabeth-Charlotte d'Orléans, future duchesse de Lorraine et de Bar.
Son père et son frère aîné étant les héritiers présomptifs de la couronne, le duc d'Anjou n'est pas élevé dans la perspective de régner. Après avoir été confié aux soins de la gouvernante des enfants de France, Louise de Prie, Philippe passe aux hommes en 1690 : le duc de Saint-Aignan est désigné comme son gouverneur, et celui-ci s'adjoint un précepteur, le grand théologien et pédagogue Fénelon. La même année, le duc d'Anjou perd sa mère, la dauphine Marie-Anne de Bavière.

#### L'enjeu de la succession espagnole
À la fin des années 1690, le problème de la succession d'Espagne devient aigu. Le dernier souverain espagnol de la maison de Habsbourg, Charles II, surnommé el Hechizado (« l'Ensorcelé »), est un homme malingre et contrefait, de santé très délicate, victime de la politique matrimoniale endogamique de son lignage. Incapable d'engendrer des enfants malgré deux mariages consommés, il n'a pas d'héritier direct. Avant même sa mort, les grandes puissances européennes tentent de s'entendre pour partager ses nombreuses couronnes, ne pouvant se satisfaire que soit conservée l'intégrité de l'immense empire espagnol.

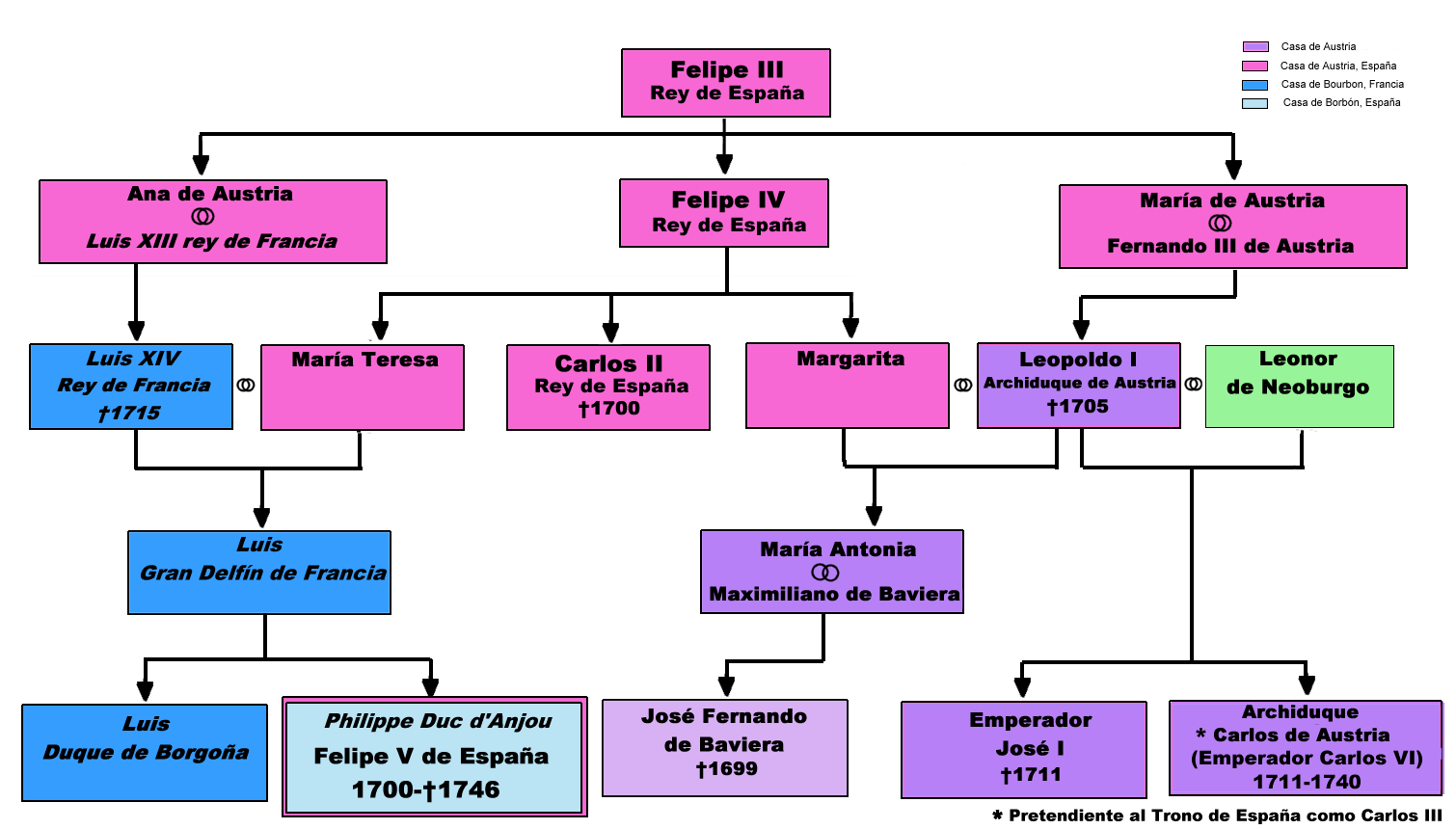
es Arbre généalogique de Philippe de France, duc d'Anjou, puis roi d'Espagne (1700-1746).

Quoique arrière-petit-fils et petit-fils de deux infantes d'Espagne, Anne d'Autriche et Marie-Thérèse d'Autriche, les droits du duc d'Anjou à la succession espagnole ne sont tout d'abord pas envisagés. En effet son père le dauphin et son frère aîné le duc de Bourgogne détiennent davantage de droits que lui, si était remise en cause la validité de la renonciation de Marie-Thérèse à ses droits sur la couronne espagnole au moment de son mariage avec Louis XIV. D'ailleurs, ce dernier et les autres monarques européens s'étaient accordés pour déclarer que l'héritier du trône d'Espagne serait, dans le cas de la mort sans héritier de Charles II, Joseph-Ferdinand de Bavière.
Ce premier traité de partition, confirmé à La Haye en 1698, accordait à Joseph-Ferdinand les royaumes de la péninsule espagnole (sauf le Guipuscoa), la Sardaigne, les Pays-Bas espagnols et les territoires américains ; à la France revenait le Guipuscoa, Naples et la Sicile ; à l'Autriche, le Milanais. À la mort prématurée du candidat bavarois en 1699, fut conclu un nouveau traité de partition, à Londres, en 1700, sans l'accord de l'Espagne. La France, la Hollande et l'Angleterre reconnaissaient comme roi l'archiduc Charles d'Autriche, à qui étaient dévolus les royaumes de la péninsule, les Pays-Bas et les Indes occidentales ; le duc de Lorraine, Léopold Ier (gendre de Monsieur, frère de Louis XIV), recevait le Milanais à condition de céder la Lorraine et le Barrois au dauphin, qui recevait par ailleurs Naples, la Sicile et la Toscane. Mais l'archiduc Charles protesta, réclamant la totalité de l'héritage espagnol.
Cependant, pressé par son principal conseiller, le cardinal Portocarrero, et après avoir demandé l'avis du pape Innocent XII, Charles II opte pour la solution française. Son espoir et celui de ses ministres était que la puissance française saurait prémunir l'empire espagnol de tout éclatement et que Louis XIV pourrait préserver cette intégrité au profit de son petit-fils.
Le 2 octobre 1700, Charles II d'Espagne fait du jeune duc d'Anjou, 16 ans, son légataire universel. Il meurt peu de temps après, le 1er novembre 1700.

### Roi d'Espagne

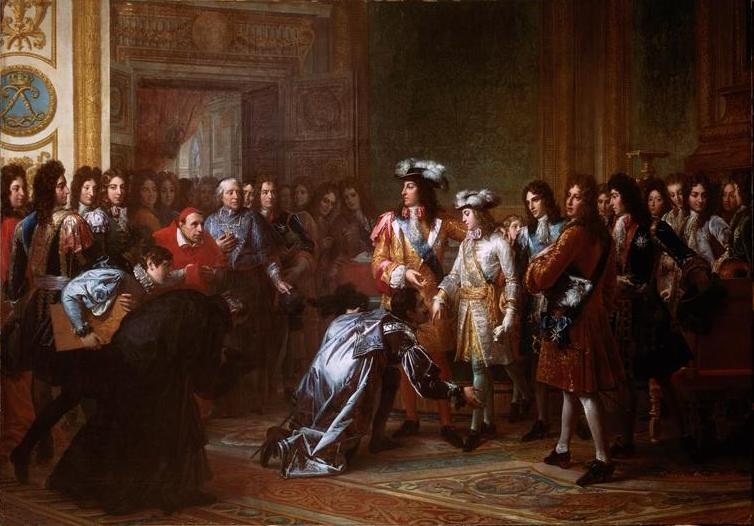
Philippe de France proclamé roi d'Espagne.

#### Proclamation et préparatifs
La nouvelle de la mort de Charles II parvient à la cour de France, qui séjournait alors au château de Fontainebleau, le 9 novembre. Le 16 novembre 1700, de retour à Versailles, Louis XIV annonce publiquement qu'il accepte le testament de son « cousin, beau-frère et neveu ». Il présente alors son petit-fils, âgé de 16 ans, à la cour, par ces mots : « Messieurs, voici le roi d'Espagne ». Puis il déclare à son petit-fils : « Soyez bon Espagnol, c'est présentement votre premier devoir ; mais souvenez-vous que vous êtes né Français pour entretenir l'union entre nos deux nations ; c'est le moyen de les rendre heureuses et de conserver la paix de l'Europe. » Le marquis de Castel dos Rios, ambassadeur d'Espagne, aurait ajouté : « Il n'y a plus de Pyrénées ». À la suite de l'événement, toutes les monarchies européennes, à l'exception de l'Empire, reconnaissent le nouveau roi.

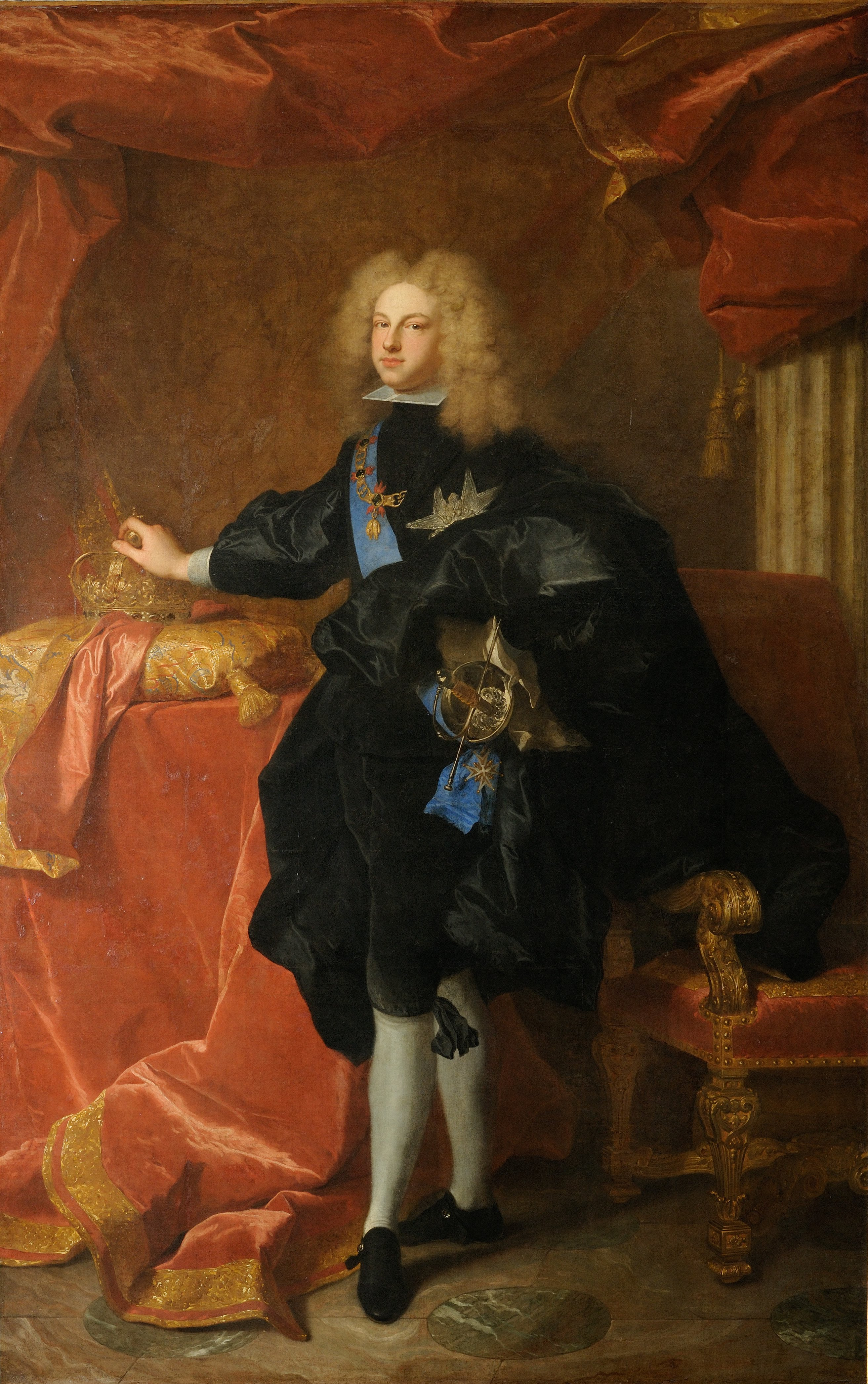
Le jeune roi Philippe V, vêtu à l'espagnole. Le souverain porte cependant le cordon du Saint-Esprit, symbolisant sa naissance française (tableau de Hyacinthe Rigaud, 1700, château de Versailles).

Immédiatement, Louis XIV traite son petit-fils en souverain : Philippe V quitte son appartement de l'aile du Nord, et loge au sein du grand appartement, installant sa chambre à coucher dans le salon de Mercure. Associé par son grand-père aux séances du conseil, le nouveau roi d'Espagne n'a que quelques semaines pour bénéficier des enseignements de son grand-père. Ces dernières semaines françaises sont aussi l'occasion de la commande de deux portraits emblématiques : l'un de Louis XIV en costume de sacre, et l'autre de Philippe V vêtu à l'espagnole. Ces œuvres, peintes par Hyacinthe Rigaud, étaient destinées pour la première à suivre Philippe en Espagne, en forme de souvenir de son grand-père, et pour la seconde à jouer le même rôle à Versailles.

#### L'arrivée à Madrid
Philippe quitte finalement le palais de son enfance le 4 décembre, quelques jours avant son dix-septième anniversaire, pourvu d’Instructions en 33 articles, écrites par Louis XIV lui-même et résumant sa conception du pouvoir. Accompagné d'une suite française, il pénètre en territoire espagnol le 22 janvier 1701 par la ville d'Irun, et fait son entrée triomphale dans Madrid le 18 février suivant.
Le jeune homme de 17 ans, propulsé sur l'un des plus importants trônes d'Europe, ne parle pas la langue de ses sujets et découvre à l'Alcazar de Madrid une atmosphère pesante. Au fil des années, suivant le modèle versaillais et sous l'influence de la princesse des Ursins, Philippe parviendra à imposer ses réformes à la cour : dès 1703, il introduit les audiences royales, le dîner en public, les concerts ouverts à tous ; en 1705, il instaure une garde du corps et exige que le capitaine de cette unité soit assis à ses côtés à la chapelle, ce qui irrite les grands ; en 1709 enfin, une nouvelle étiquette est adoptée, compromis entre les anciens usages et ceux de la cour de France.

### La guerre de Succession d'Espagne

#### Tensions diplomatiques
Le coup de tonnerre diplomatique constitué par l'accession au trône d'Espagne (et de ses possessions en dehors de la péninsule) d'un prince français est accentué, au cours des mois suivants par une accumulation de motifs de tensions, notamment avec l'empereur Léopold Ier :
- le 1er février 1701, le Parlement de Paris rappelle par lettres patentes, que Philippe V conserve tous ses droits à la couronne de France[9]. Quand bien même le risque de réunion des couronnes française et espagnole semble minime[f], les monarchies européennes craignent de voir l'Espagne devenir un protectorat français ;
- toujours au mois de février, Louis XIV, à la demande du conseil de régence espagnol, envoie des troupes occuper des garnisons hollandaises sur la frontière des Pays-Bas espagnols, garnisons installées en vertu d'un traité bilatéral signé en 1698 ;
- des Français s'installent aux postes importants à Madrid (à l'image de la princesse des Ursins, amie de madame de Maintenon, nommée camarera mayor), ainsi qu'à Bruxelles, et orientent de façon nouvelle la politique espagnole ;
- par surcroît, à la mort en exil de Jacques II Stuart au mois de septembre 1701, Versailles reconnaît le fils de celui-ci, Jacques-François, comme nouveau roi d'Angleterre et d'Écosse, causant le courroux de Londres ;
- dernière inquiétude pour les Habsbourg, Louis XIV pousse Philippe V à épouser le 2 novembre 1701 Marie-Louise-Gabrielle de Savoie. Le double mariage Bourbon-Savoie (le duc de Bourgogne ayant déjà épousé la sœur de Marie-Louise-Gabrielle[10]) solidifiait, dans l'esprit des politiques du temps, les liens entre les deux familles, mais aussi entre les deux États. Le duché de Savoie risquait ainsi de tomber dans l'orbite de son puissant voisin, et de mener avec lui une politique anti-impériale.

Le conflit paraît inévitable : l'Angleterre et la Hollande (tous deux sous domination de Guillaume d'Orange), l'Autriche, puis le Portugal déclarent la guerre à la France et à l'Espagne.

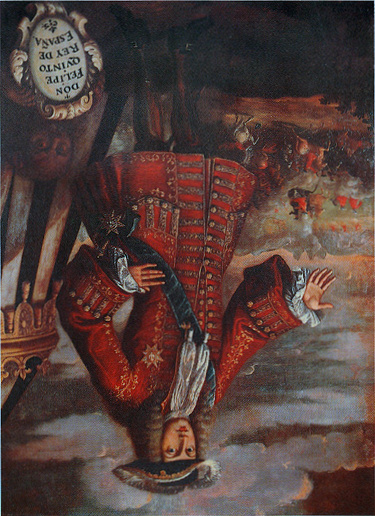
Portrait de Philippe V tête en bas, pour se « venger » de la destruction de la ville de Xàtiva (musée de l'Almodí, Xàtiva).

#### Guerre européenne et guerre intérieure
À l'échelle européenne, jusqu'en 1704, le camp franco-espagnol conserve l'initiative stratégique et repousse ses ennemis aussi bien aux Pays-Bas, qu'en Allemagne et qu'en Italie du Nord. L'Autriche se trouve même gravement menacée. Cependant, à partir de 1706, les coalisés renversent la situation, au point que Louis XIV doit se résoudre à demander la paix en décembre 1708. La coalition exigeant l'abandon de Philippe V et l'appui de la France aux opérations qui doivent chasser d'Espagne son petit-fils, Louis XIV, offusqué, repousse ces conditions humiliantes et lance un appel à ses sujets.
Le sursaut prend et le rapport de forces bascule : à Malplaquet, en septembre 1709, l'armée française commandée par Villars, bien que vaincue tactiquement, inflige de telles pertes aux Anglo-Prussiens qu'elle les oblige à se replier et à abandonner l'invasion de la France. Une contre-offensive permet aux forces françaises de repasser le Rhin et de prendre Fribourg-en-Brisgau en 1713.
La guerre de Succession d'Espagne est non seulement un conflit international entre puissances européennes mais également une grave guerre civile :
- d'un côté, les couronnes de Castille et de Navarre restent fidèles au nouveau roi Bourbon ;
- de l'autre, la majeure partie de la couronne d'Aragon, et notamment la Catalogne, donne son appui au candidat autrichien.

En Espagne, les combats sont favorables aux troupes « philippistes », parfois au prix de massacres et de destructions, comme lors du siège de Xàtiva, ville incendiée en 1707. Philippe V sauve ainsi son trône, grâce aux victoires d'Almansa en 1707 (due au maréchal de Berwick), de Villaviciosa et de Brihuega en 1710 (dues au général de Vendôme).
En 1713, les puissances européennes, épuisées par la guerre et craignant, comme l'archiduc Charles vient d'être élu empereur, que les Habsbourg obtiennent un pouvoir trop important, retirent leurs troupes et signent la paix d'Utrecht. Philippe V est confirmé sur le trône d'Espagne, conserve l'immense empire colonial, et sa couronne lui est reconnue par toutes les chancelleries européennes. Le traité lui impose cependant d'importantes concessions :
- la renonciation au trône de France pour lui et pour ses descendants ;
- la renonciation au trône d'Espagne de tous les membres français de la maison de Bourbon ;
- de lourdes pertes territoriales : Gibraltar et Minorque passent sous domination britannique, les territoires d'Italie sont attribués aux maisons de Savoie et de Habsbourg, et les Pays-Bas espagnols deviennent également autrichiens.

L'Espagne reste cependant sous influence française, par l'intermédiaire de Jean Orry, chargé des finances, qui mène une politique de centralisation administrative.

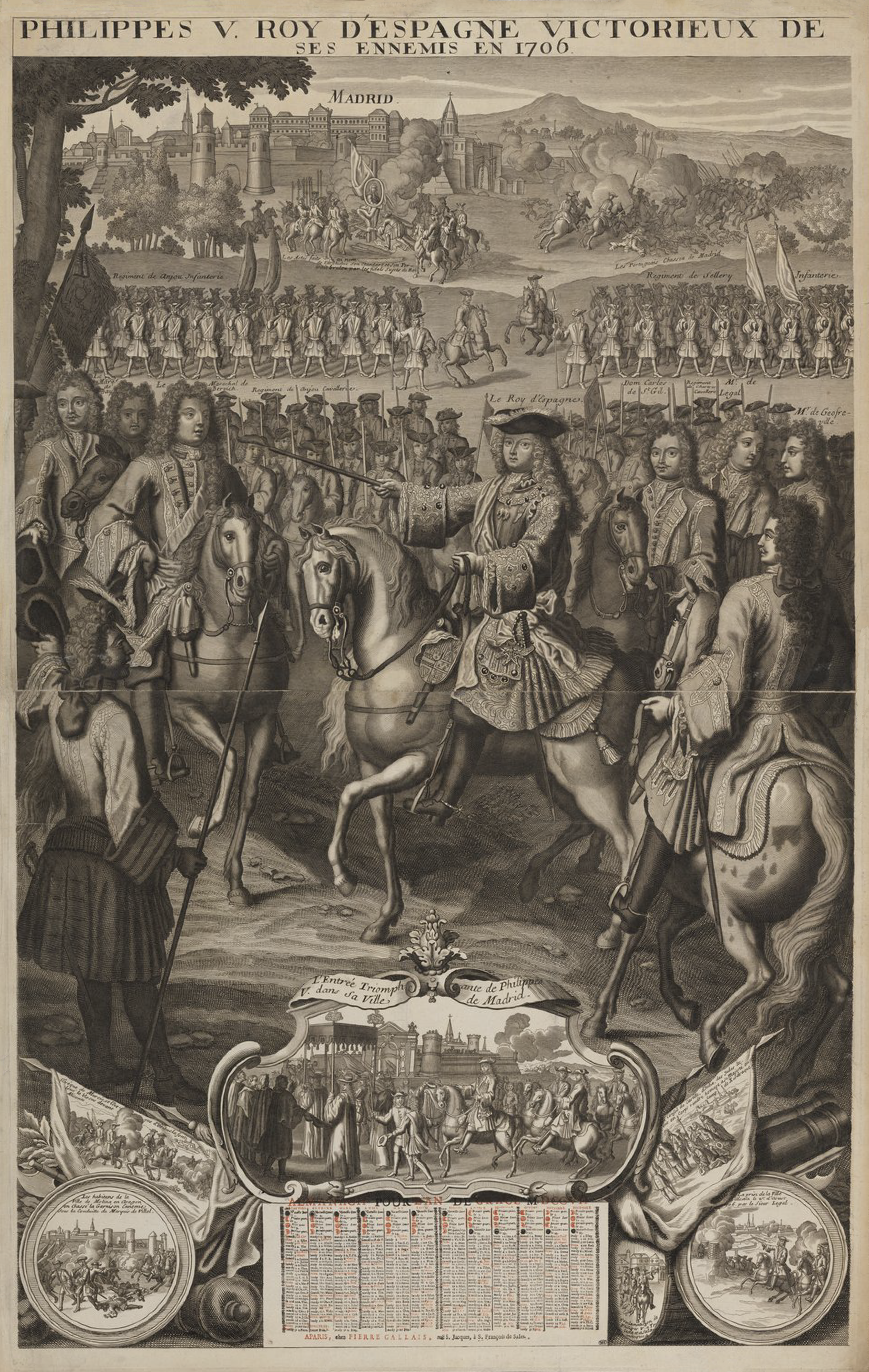
Philippes V. Roy d'Espagne victorieux de ses ennemis en 1706.

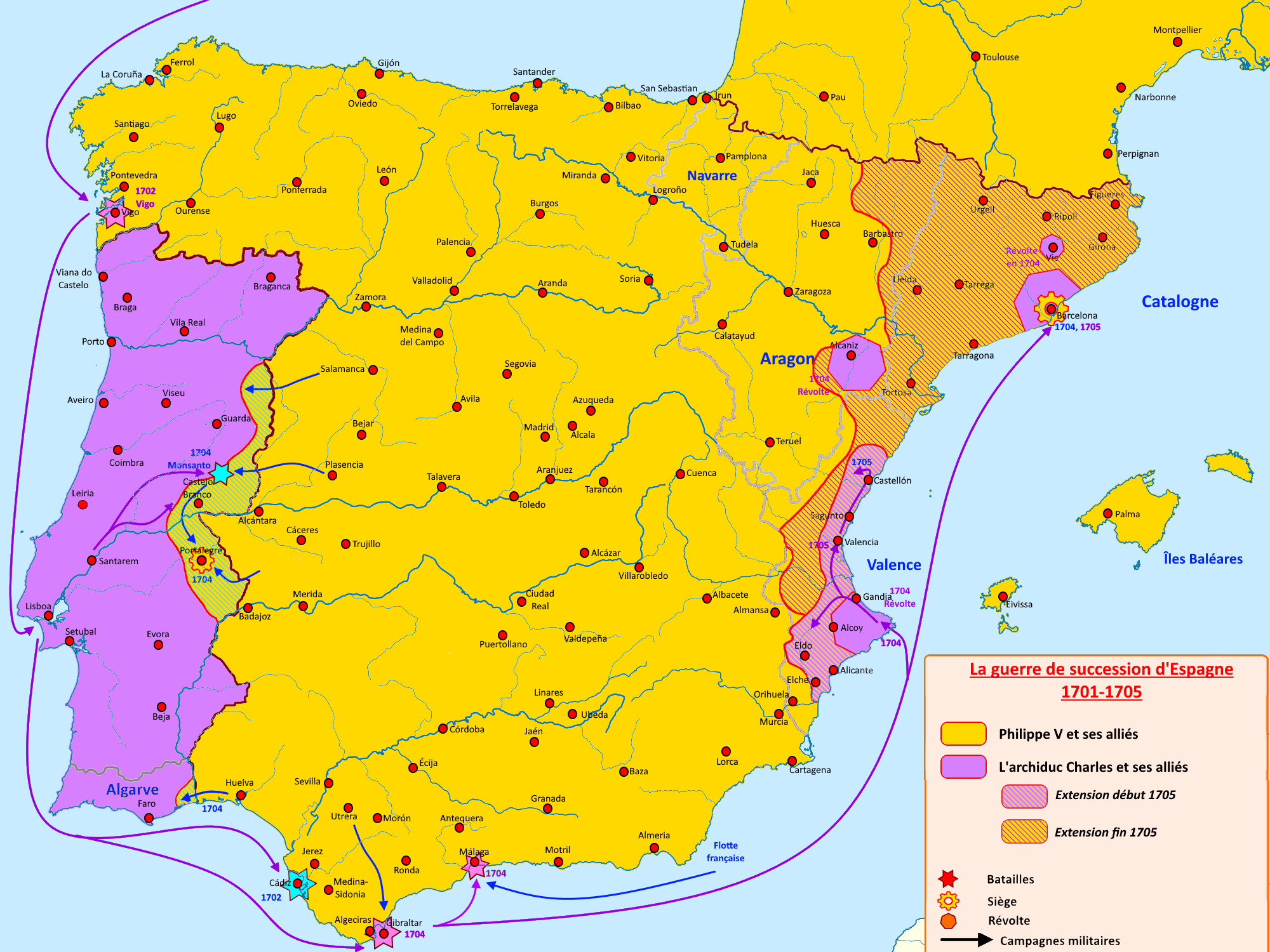
La guerre de succession d'Espagne, 1701-1705.
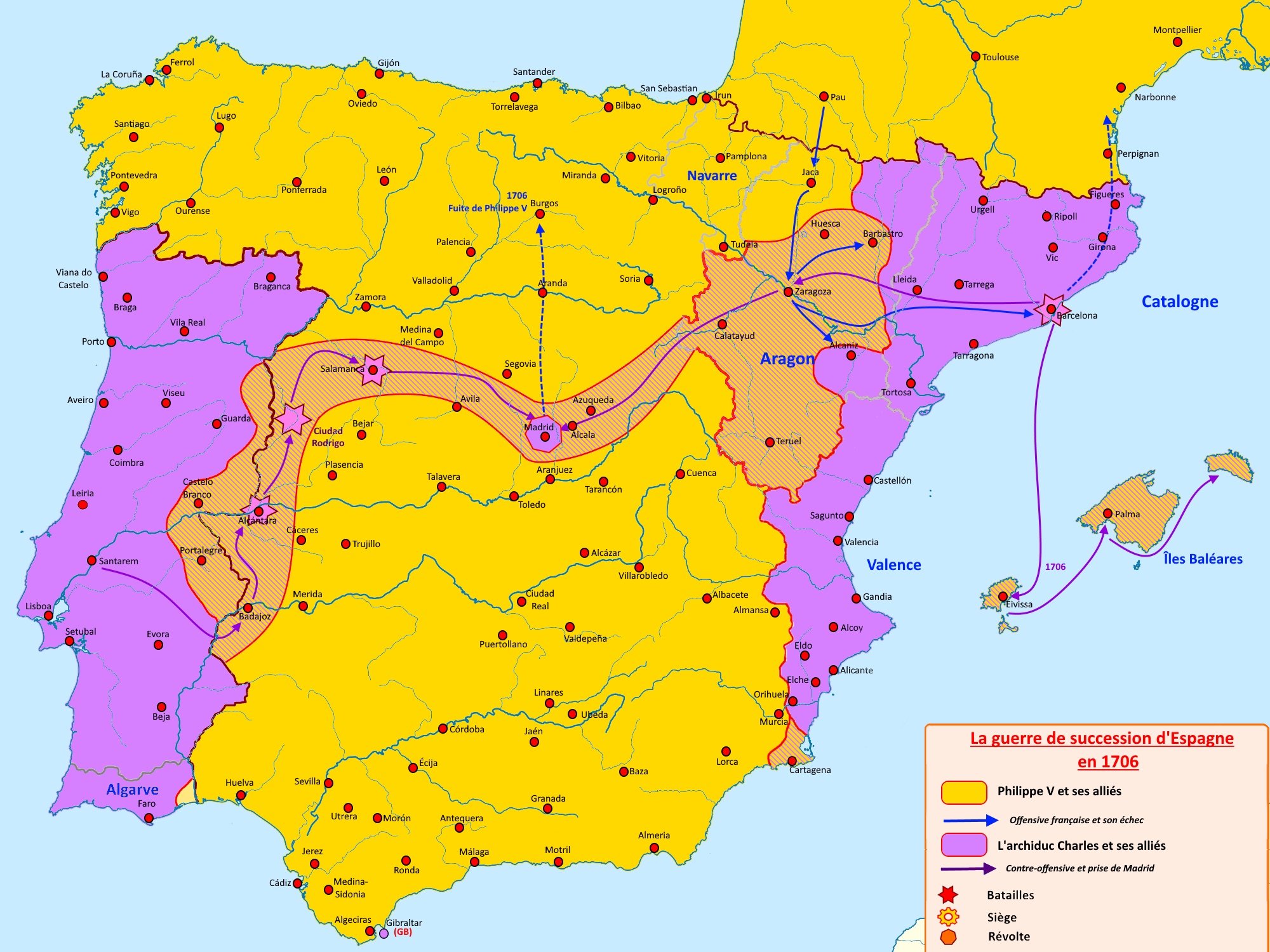
Carte de la guerre de succession d'Espagne en 1706.
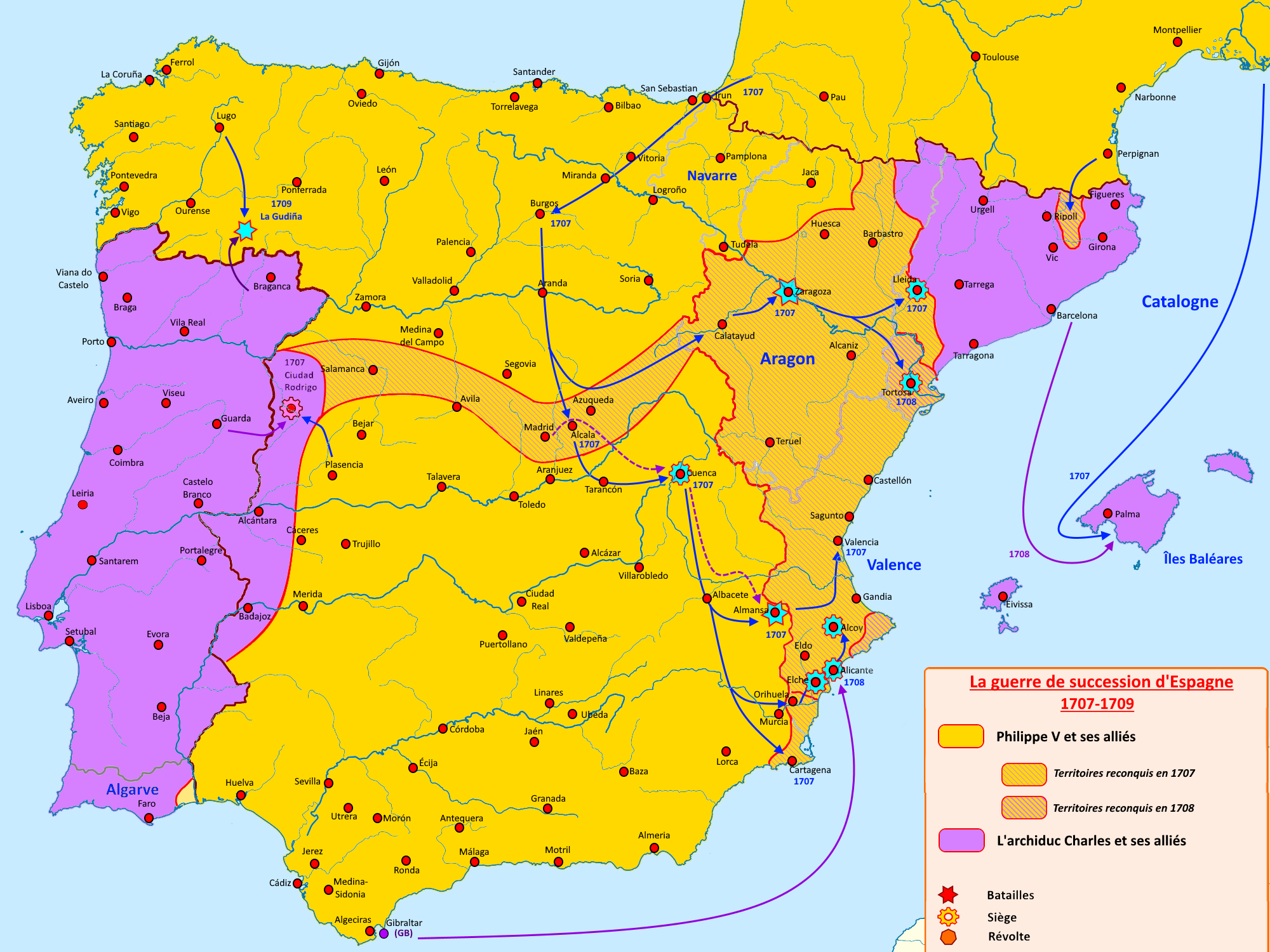
Carte de la guerre de succession d'Espagne de 1707 à 1709.
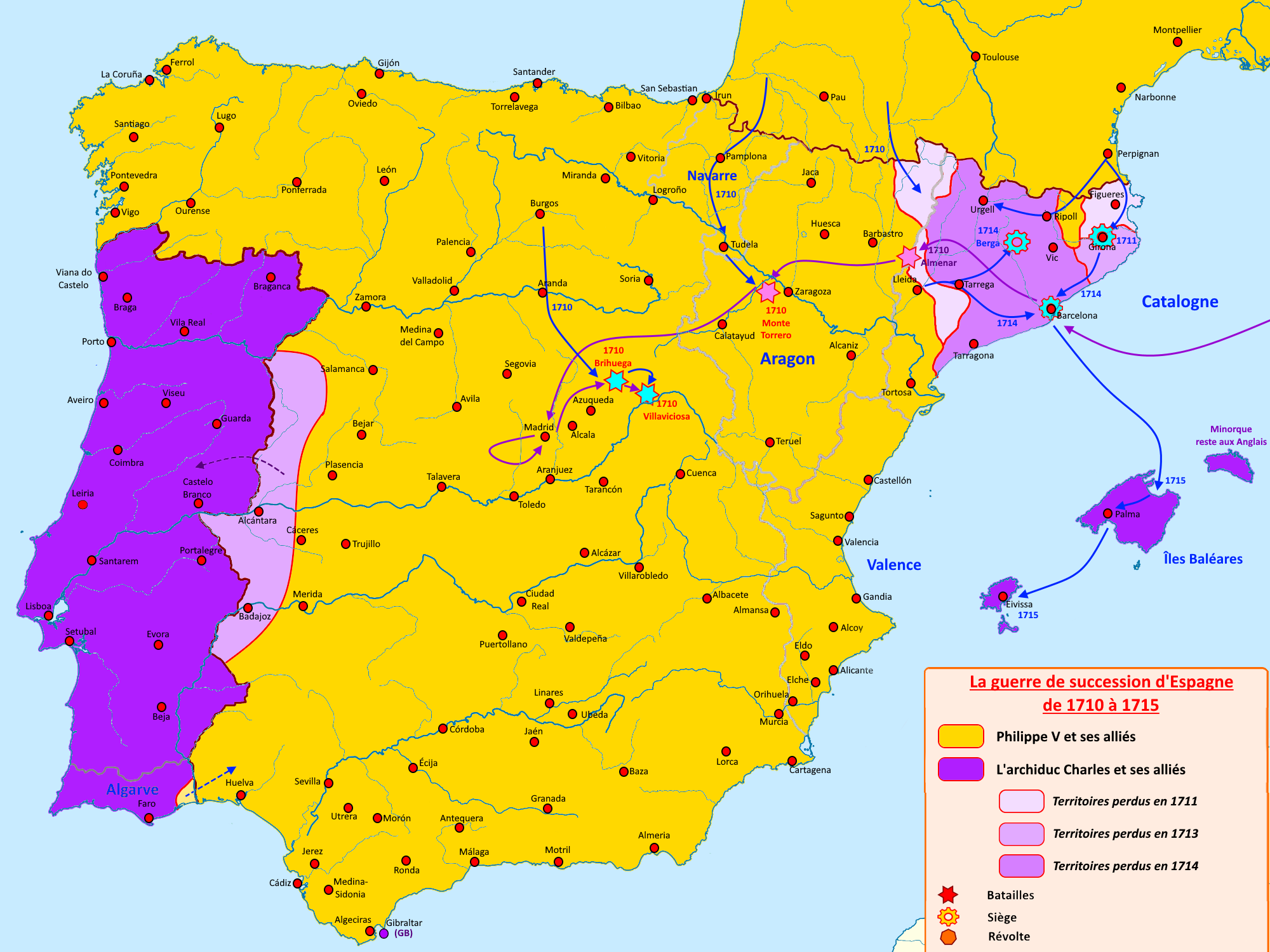
Carte de la guerre de succession d'Espagne de 1710 à 1715.

### Une politique extérieure mouvementée (1715-1746)

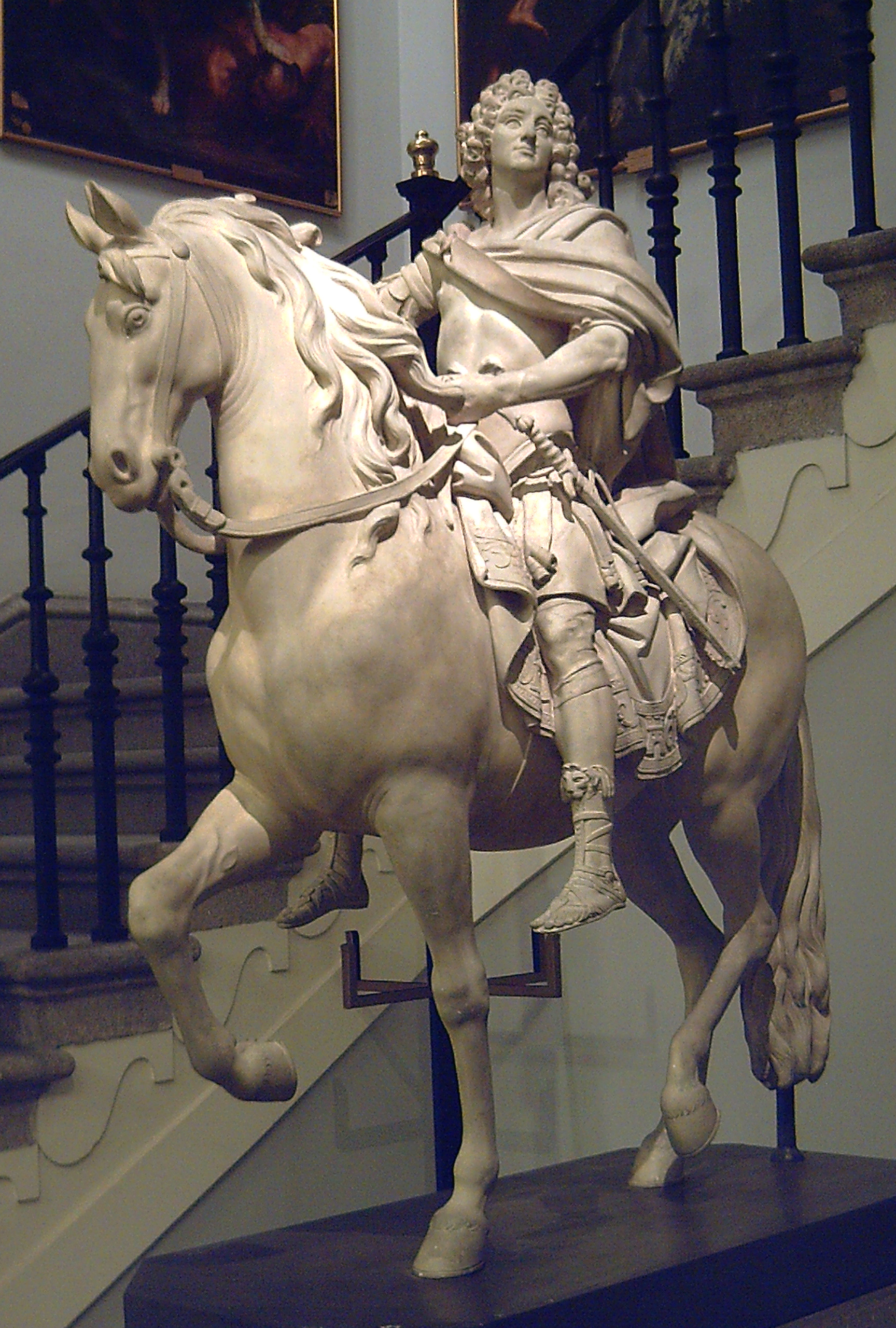
Statue équestre de Philippe V, par Robert Michel (Académie royale des beaux-arts Saint-Ferdinand, Madrid).

#### La reconquête de l'Italie
Jusqu'en 1736, la restauration de l'influence espagnole en Italie constitue l'axe principal de la politique extérieure du roi. Sous l'influence de sa seconde épouse Élisabeth Farnèse et de son Premier ministre Giulio Alberoni, Philippe V développe une ambitieuse politique, qui se concrétise par l'invasion de la Sardaigne autrichienne en 1717, puis de la Sicile des Savoie en 1718. En réaction, la Quadruple-Alliance, à laquelle se joint le duché de Savoie, entre en guerre contre l'Espagne. Cette dernière est vaincue : par le traité de La Haye de 1720, Philippe V doit éloigner Alberoni, mais il obtient cependant la reconnaissance des droits dynastiques sur les duchés italiens pour son second fils, l'infant Charles.
L'Espagne se rapproche alors de la France par une politique de triple mariage, conclue par un traité de fiançailles signé à Paris le 22 novembre 1722 : le jeune roi de France Louis XV, douze ans (neveu de Philippe), est promis à l'infante Marie-Anne-Victoire d'Espagne, sa cousine de quatre ans ; l'héritier du trône espagnol Louis et l'héritier des duchés italiens Charles sont promis à deux filles du régent Philippe d'Orléans, respectivement Louise-Élisabeth et Philippine-Élisabeth. Le prince Louis épouse effectivement Louise-Élisabeth en 1722, et, deux ans après, Philippe V abdique en sa faveur, mais le nouveau roi d'Espagne meurt de la variole, après seulement sept mois de règne, contraignant son père à reprendre la couronne.
Le 9 mars 1725, les Français rompent les fiançailles de Louis XV avec l'infante Marie-Anne-Victoire, et en représailles la reine Louise-Élisabeth, veuve de Louis Ier d'Espagne, et Philippine-Élisabeth, la fiancée de Charles, sont renvoyées en France. Élisabeth Farnèse décide alors de traiter avec l'Autriche qui est le principal obstacle à l'expansion espagnole dans la péninsule italienne. Elle propose de fiancer ses fils aux filles de l'empereur Charles VI : l'infant Charles avec l'archiduchesse Marie-Thérèse et Philippe, son second fils, avec l'archiduchesse Marie-Anne. L'alliance entre les deux puissances est confirmée par le traité de Vienne du 30 avril 1725, qui prévoit la renonciation définitive de Charles VI au trône d'Espagne au profit de Philippe V et son soutien à une tentative pour libérer Gibraltar de l'occupation britannique. Mais la guerre anglo-espagnole (1727-1729) se conclut par le maintien de la souveraineté britannique sur le rocher et, au cours des négociations de paix, Charles VI abandonne le principe du mariage de ses filles avec les infants espagnols.

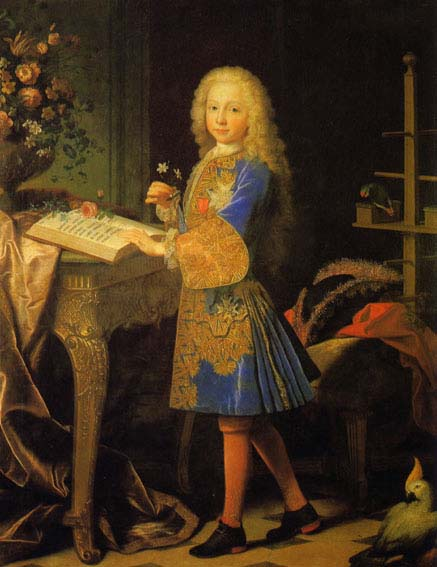
L’infant Charles à l'âge de 11 ans (tableau de Jean Ranc, 1727, musée du Prado, Madrid).

Par conséquent, Philippe V rompt l'alliance avec l'Autriche et conclut avec la Grande-Bretagne et la France, le 9 novembre 1729, le traité de Séville qui garantit à son fils Charles le droit d'occuper le duché de Parme et Plaisance et le grand-duché de Toscane, au besoin par la force. Justement, le duc Antoine Farnèse meurt le 20 janvier 1731, mais il a nommé comme successeur le « ventre enceint » de son épouse Enrichetta d'Este, ce qui écarte provisoirement Élisabeth Farnèse de la succession. La duchesse est examinée par un groupe de médecins et de sages-femmes qui la déclarent enceinte de six mois, mais la reine d'Espagne fait constater qu'il s'agit d'une mise en scène. En adhérant, le 22 juillet, au deuxième traité de Vienne, elle obtient de l'empereur, qui a fait occuper le duché par le comte Carlo Stampa, son lieutenant en Italie, la cession de Parme et Plaisance au jeune infant. Le 29 décembre, le gouvernement du duché est confié à Dorothée-Sophie de Neubourg, grand-mère maternelle et tutrice de l'infant Charles.

#### Les rivalités avec la Grande-Bretagne
Le règne de Philippe V est également marqué par la rivalité maritime avec la Grande-Bretagne. L'Espagne se bat contre les avantages acquis par les Anglais au traité d'Utrecht, et le règne de Philippe V est émaillé d'incidents maritimes, comme en 1739-1748, lors de la guerre de l'oreille de Jenkins.
Au cours du règne de Philippe, l'Espagne redevient une grande puissance maritime. La marine tient la Méditerranée occidentale, bien que les Anglais occupent toujours Gibraltar et Minorque.

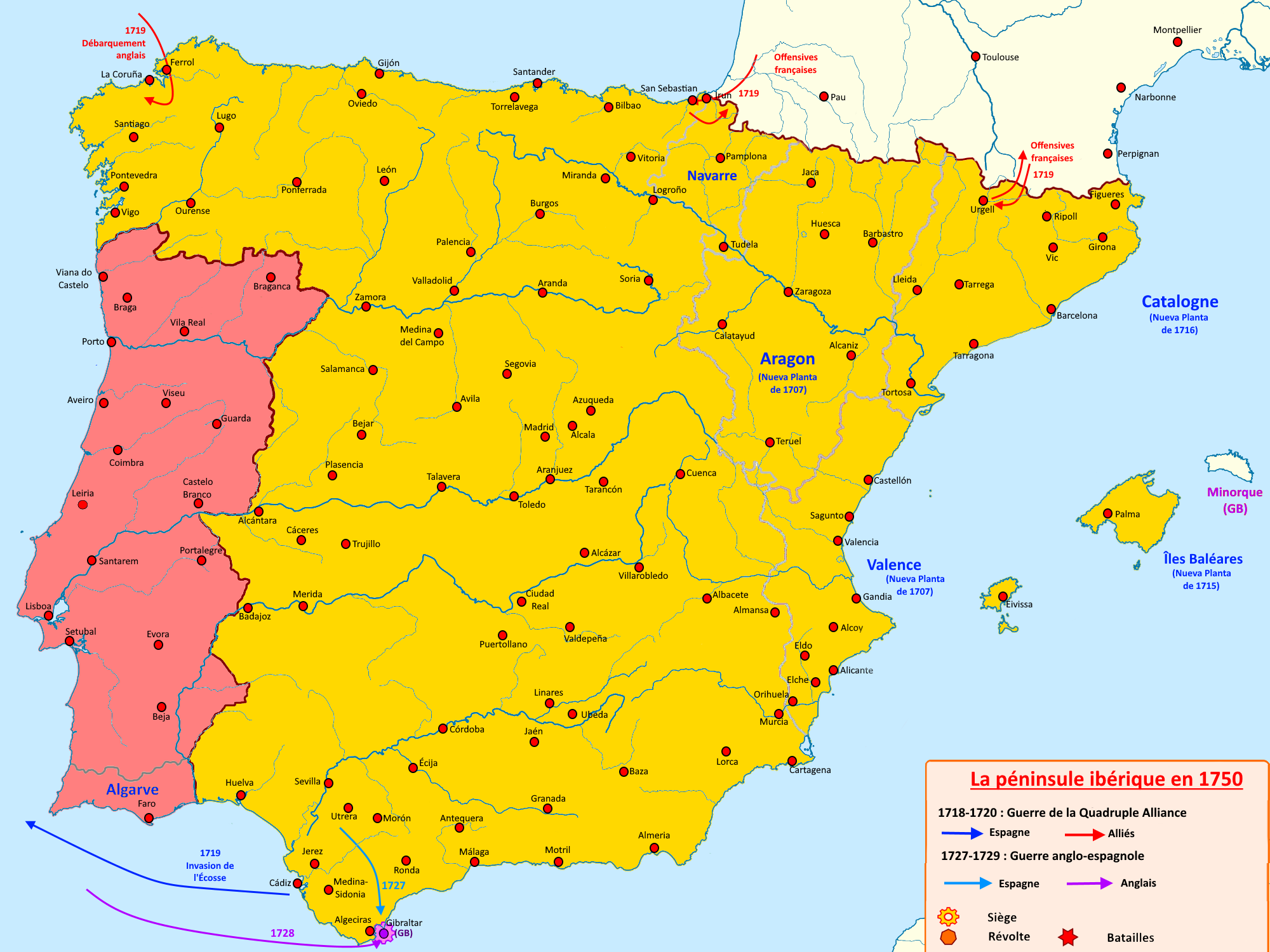
Les guerres de Philippe V de 1715 à 1750.

#### Les pactes de famille
La France et l'Espagne passent plusieurs accords d'alliance, appelés communément « pactes de famille », dont le but est principalement l'opposition à l'Autriche ou à la Grande-Bretagne :
- le premier pacte de famille est signé le 7 novembre 1733, durant la guerre de Succession de Pologne ;
- le second pacte de famille est conclu le 25 octobre 1743 par le traité de l'Escorial, durant la guerre de Succession d'Autriche.

### Politique intérieure

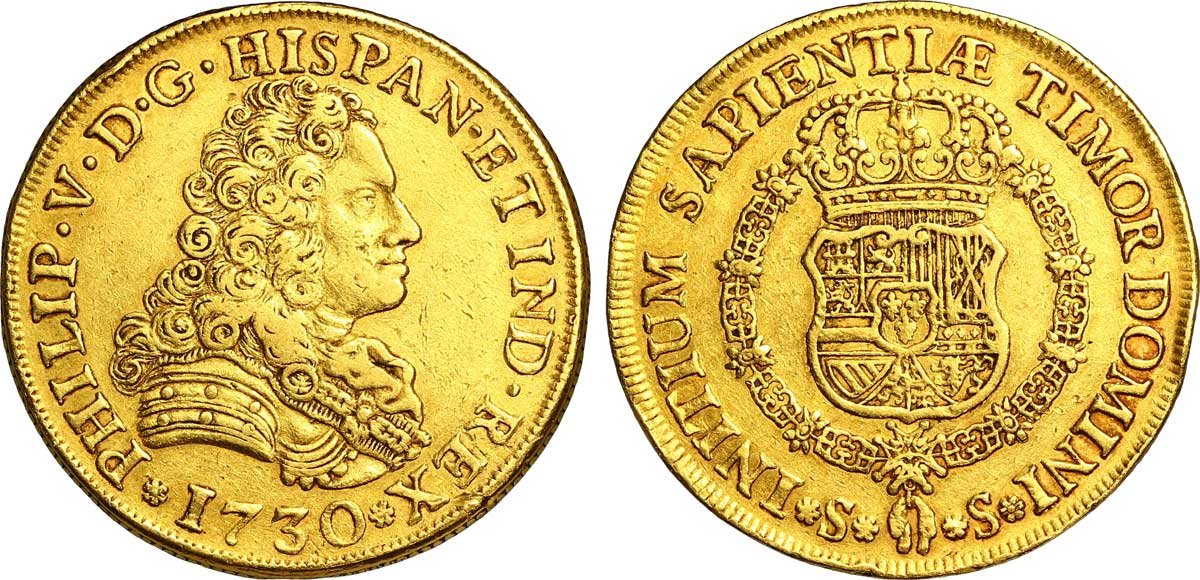
Pièce de 8 escudos en or à l'effigie de Philippe V, 1730.

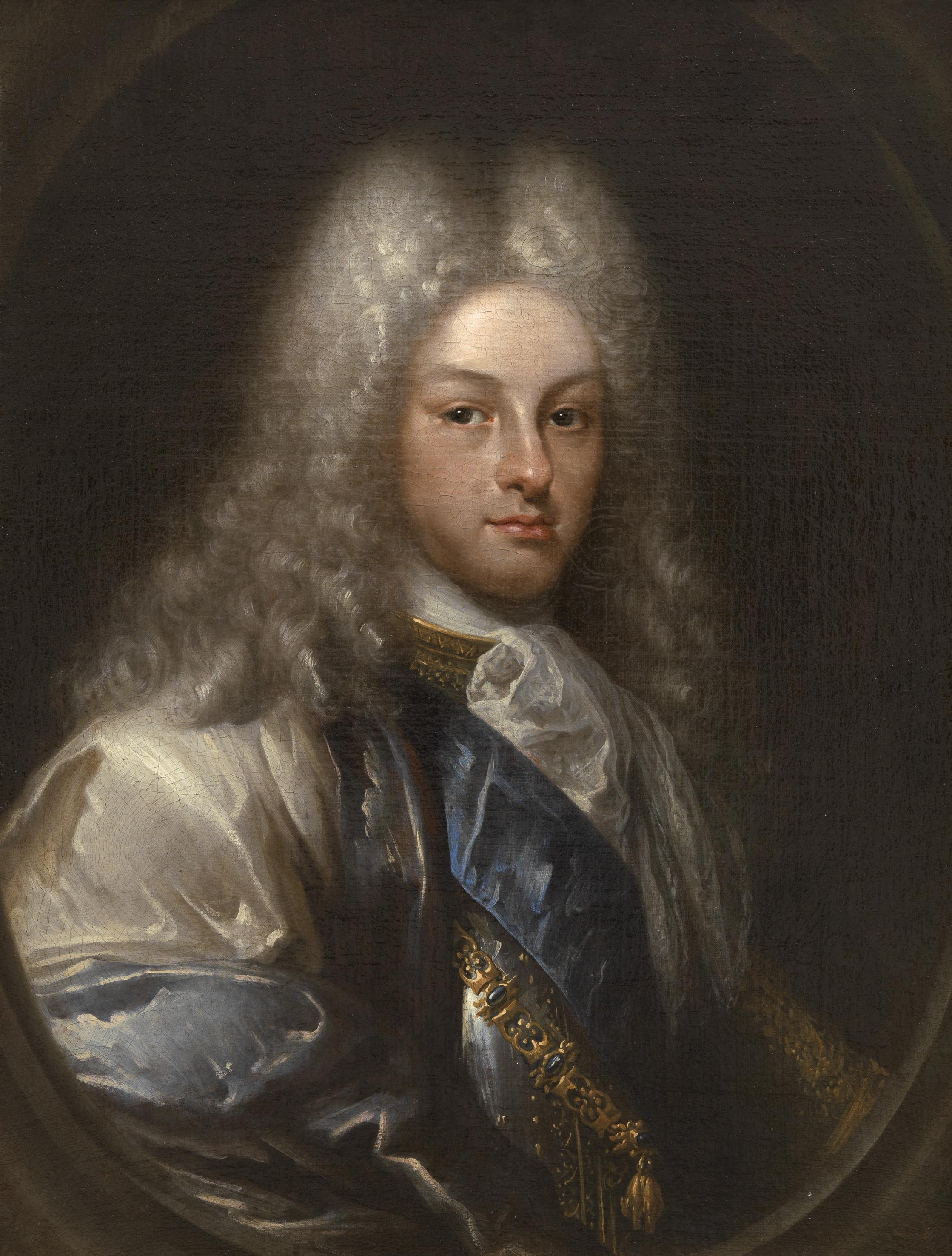
Portrait de Philippe V par Miguel Jacinto Meléndez. Madrid, musée du Prado.

La politique du règne de Philippe V est marquée par le modèle « louis-quatorzien » de l'État absolutiste et centralisateur. Les réformes engagées représentèrent un changement radical par rapport au système précédemment mis en place par la maison d'Autriche. Ils marquent une étape fondamentale dans l'élaboration d'un esprit national, notamment par l'imposition du castillan comme langue exclusive dans l'administration et le gouvernement, et la modernisation de l'appareil d'État espagnol.
Mais il faut remarquer que, si Philippe V tenta de se comporter en monarque absolu, il ne le fut jamais véritablement. Il était sujet, depuis l'adolescence, à des crises de dépression, de neurasthénie et de mélancolie — que sa femme Élisabeth Farnèse prétendit soigner en faisant venir le chanteur castrat Farinelli. Philippe V ne put, à plusieurs reprises, assumer personnellement la charge du pouvoir, et il fut alors le jouet de ses ministres ou de courtisans, comme la princesse des Ursins. Le 24 décembre 1714 à Guadalajara, il épouse grâce à l'entremise de l'abbé Giulio Alberoni la nièce du duc de Parme, Élisabeth Farnèse, qui fait renvoyer prestement la princesse des Ursins. Philippe V passe alors sous la coupe de son épouse et d'Alberoni, nommé ministre.

#### Réforme administrative
Le gouvernement fut recomposé de secrétaires d'État, dont les charges étaient occupées par des fonctionnaires nommés par le roi.

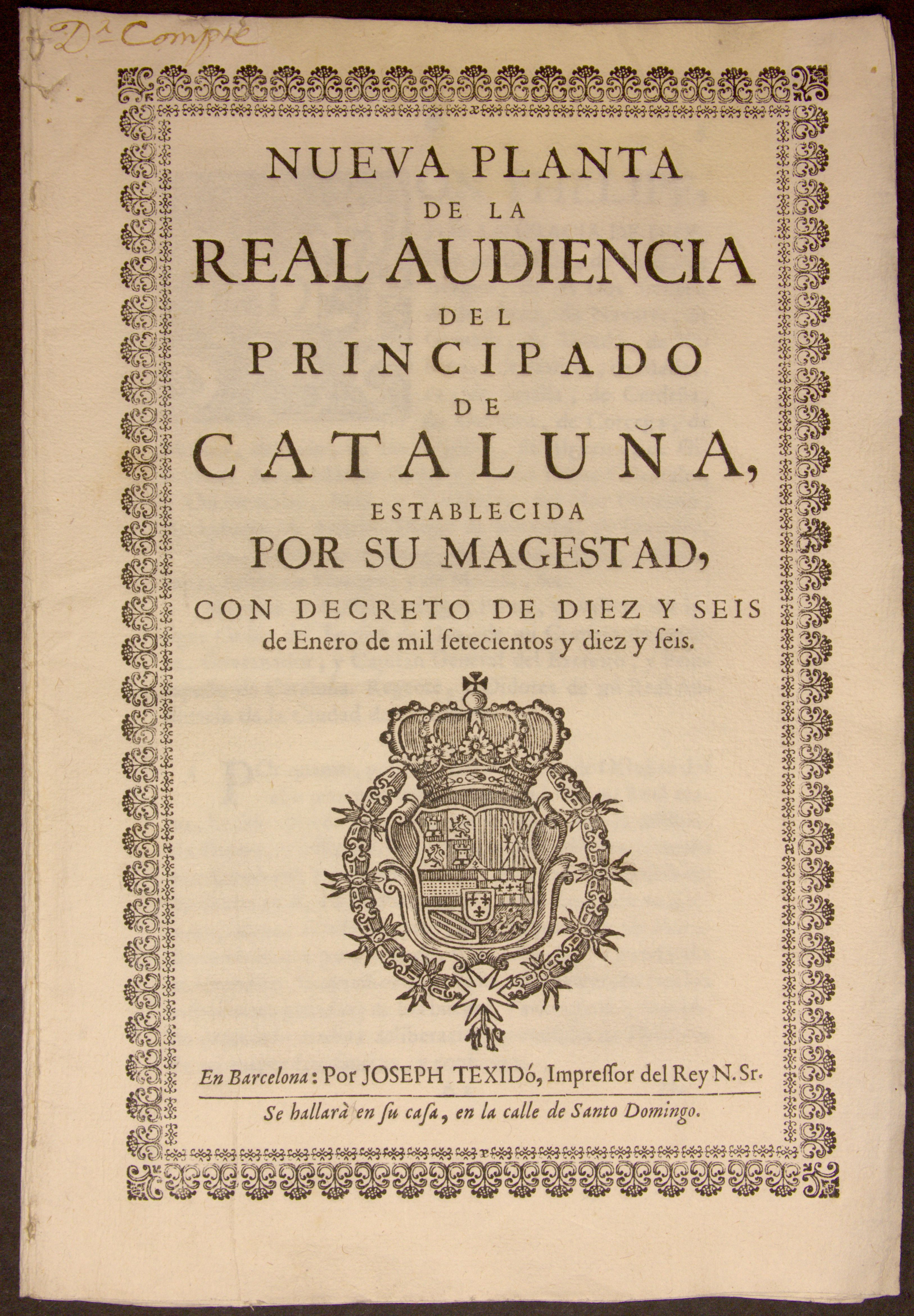
Décret de Nueva Planta.

Mais l'exemple le plus éclatant de réforme centralisatrice et autoritaire sont les décrets de Nueva Planta, pris entre 1707 et 1716 (décret de 1707 pour l'Aragon et Valence, de 1715 pour Majorque et de 1716 pour la Catalogne), qui sont une série d'ordonnances royales (reales cédulas) établissant la « nouvelle base » (« nueva planta ») des audiences royales contrôlant les territoires des deux couronnes. Les décrets furent précédés de l'abolition des institutions propres à chaque région : abolition des fors des royaumes de la couronne d'Aragon qui avaient pris parti contre lui lors de la guerre, dissolution de l'organisation territoriale des royaumes de la couronne de Castille et annulation des privilèges en vigueur dans ses municipalités. Ces décrets imposaient ensuite un modèle juridique, politique et administratif commun à toutes les provinces d'Espagne.
L’État fut organisé en provinces, gouvernées par un Capitaine général (Capitán General) et une Cour de justice, chargés de l'administration et devant répondre directement au gouvernement de Madrid. Pour l'administration économique et financière furent établies, sur le modèle français, les Intendances provinciales (Intendencias provinciales). Les Conseils des territoires disparus ou perdus par la Couronne, c'est-à-dire d'Aragon, de Flandre et d'Italie, furent abolis, et concentrés dans le seul Conseil de Castille ; seuls perdurèrent les Conseils de Navarre et des Indes. Progressivement, les Cortes de Castille intégrèrent les représentants des anciens territoires aragonais ; le pouvoir des Cortes en tant que tel, vu comme un frein au pouvoir royal, diminua.

#### Réformes économiques
Philippe V fut confronté à la situation économique et financière d'un État ruiné. Il lutta contre la corruption. Dans le domaine fiscal, il s'efforça de ne pas établir de nouveaux impôts afin de rendre plus équitable la charge fiscale.
Dans le domaine économique, il opta pour des positions mercantilistes :
- il favorisa l'agriculture, et interdit l'exportation des grains ;
- il interdit l'importation de produits textiles et créa des manufactures royales ;
- il s'efforça de réorganiser le commerce colonial par la création de compagnies de commerce dotées de privilèges, sur les modèles anglais et néerlandais.

#### Réforme de l'armée
Comme conséquence des nécessités de la guerre et suivant le modèle français, Philippe V réalisa une profonde réorganisation de l'armée. Il substitua aux anciens tercios une nouvelle organisation militaire en brigades, régiments, bataillons, compagnies et escadrons. On introduisit plusieurs nouveautés, comme les uniformes ou les fusils à baïonnette.
Philippe V s'attaqua également à la reconstruction de la marine espagnole. Il fit construire de nouveaux navires modernes et mieux équipés. Il regroupa également les différentes flottes dans l'Armada Española en 1717. Dans cette œuvre, il s'appuya particulièrement sur l'action de son intendant général de la Marine, José Patiño Rosales.
Philippe V a favorisé et promu le commerce atlantique de l'Espagne avec ses possessions américaines. Au cours de ce commerce atlantique se sont élevées des figures importantes de l'histoire navale de l'Espagne, parmi lesquelles se distingue le corsaire Amaro Pargo. Philippe V couvrit fréquemment les incursions commerciales du corsaire : il donna un ordre royal au Palais du Pardo à Madrid en septembre 1714, dans lequel il le nomma capitaine d'un navire commercial à destination de Caracas. Le roi intercéda également dans la libération d'Amaro pendant sa détention par la Casa de Contratación de Cadix, et l'autorisa à construire un navire à destination de Campeche, qui était armé comme un bateau corsaire.

#### Politique artistique et culturelle

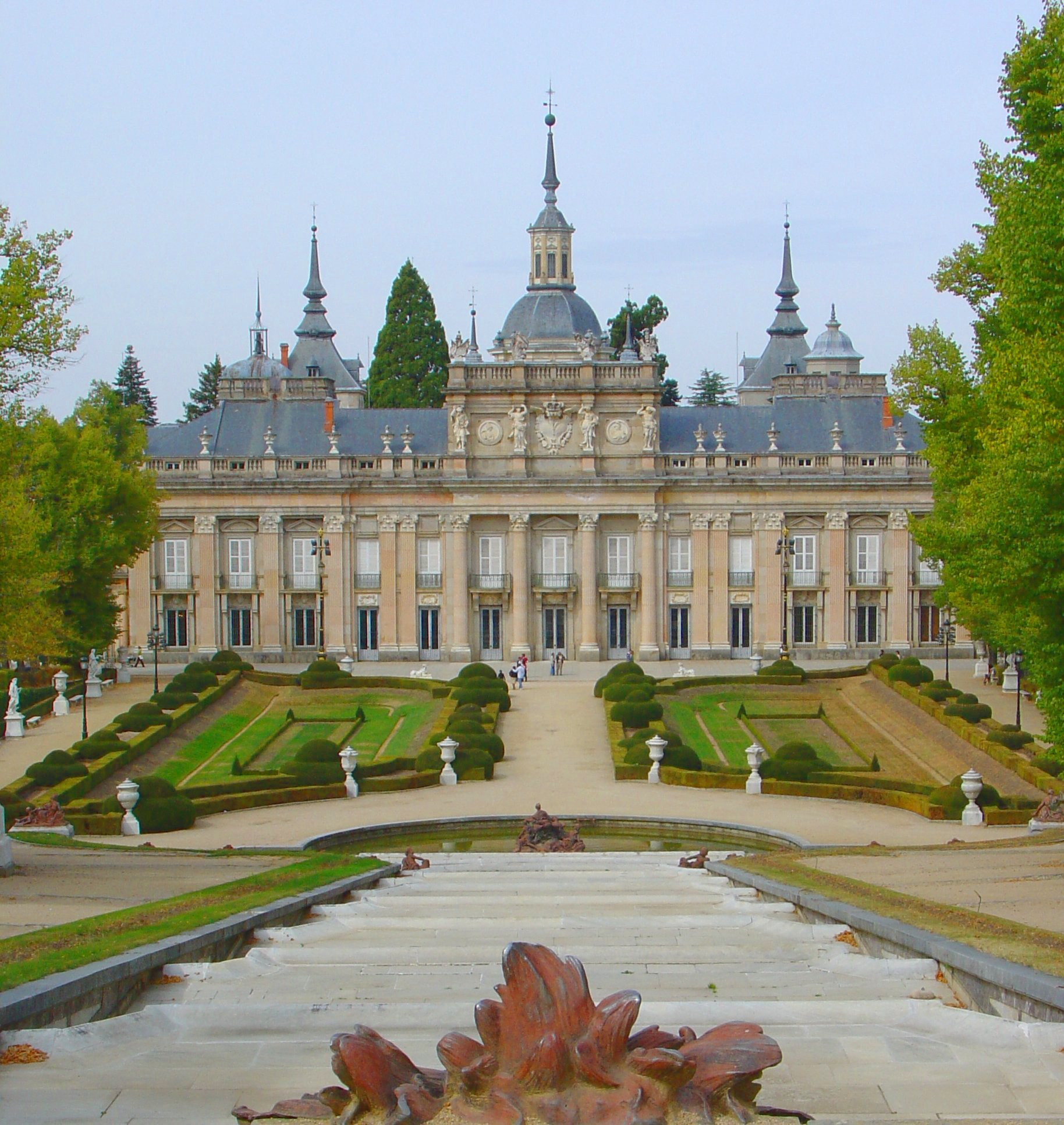
Palais royal de la Granja de San Ildefonso.

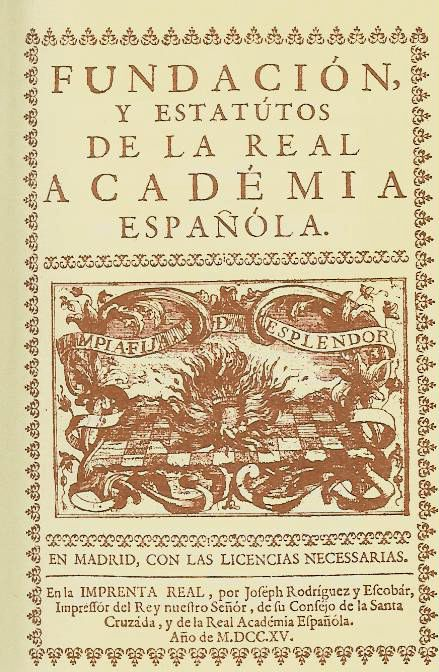
Première édition des statuts de la « Real Academia Española » (1715).

Suivant l'exemple de Louis XIV, qui considérait la culture et les arts comme un moyen de montrer la grandeur royale, Philippe V s'efforça de développer les arts. Il ordonna ainsi la construction du palais royal de la Granja de San Ildefonso, inspiré par le style classique français. Pour décorer la Granja, Philippe V fit l'acquisition de la collection de sculptures de Christine de Suède. Il s'occupa aussi de la reconstruction du palais royal de Madrid, après l'incendie de l'Alcázar, et du palais d'Aranjuez. Le goût italien fut cependant prépondérant à la cour espagnole, sous l'influence d'Élisabeth Farnèse. Le règne de Philippe V correspond également à l'introduction du style rococo.
Philippe V s'occupa enfin de la fondation d'institutions culturelles chargées d'établir un contrôle sur l'évolution des sciences et des arts, comme l'Académie royale espagnole, approuvée en 1714, dont la tâche consiste à normaliser la langue espagnole, dans l'intention de « fixer les sons et les mots de la langue castillane dans leur plus grande propriété, élégance et pureté », ou encore l'Académie royale d'histoire, chargée d’étudier l’histoire « antique et moderne, politique, civile, ecclésiastique, militaire, de la science, des lettres et des arts, c’est-à-dire, des diverses branches de la vie, de la civilisation et de la culture du peuple espagnol », fondée en 1735. Il faut remarquer que ces fondations se font sur le modèle français.

#### L'intermède deLouisIer(1724)

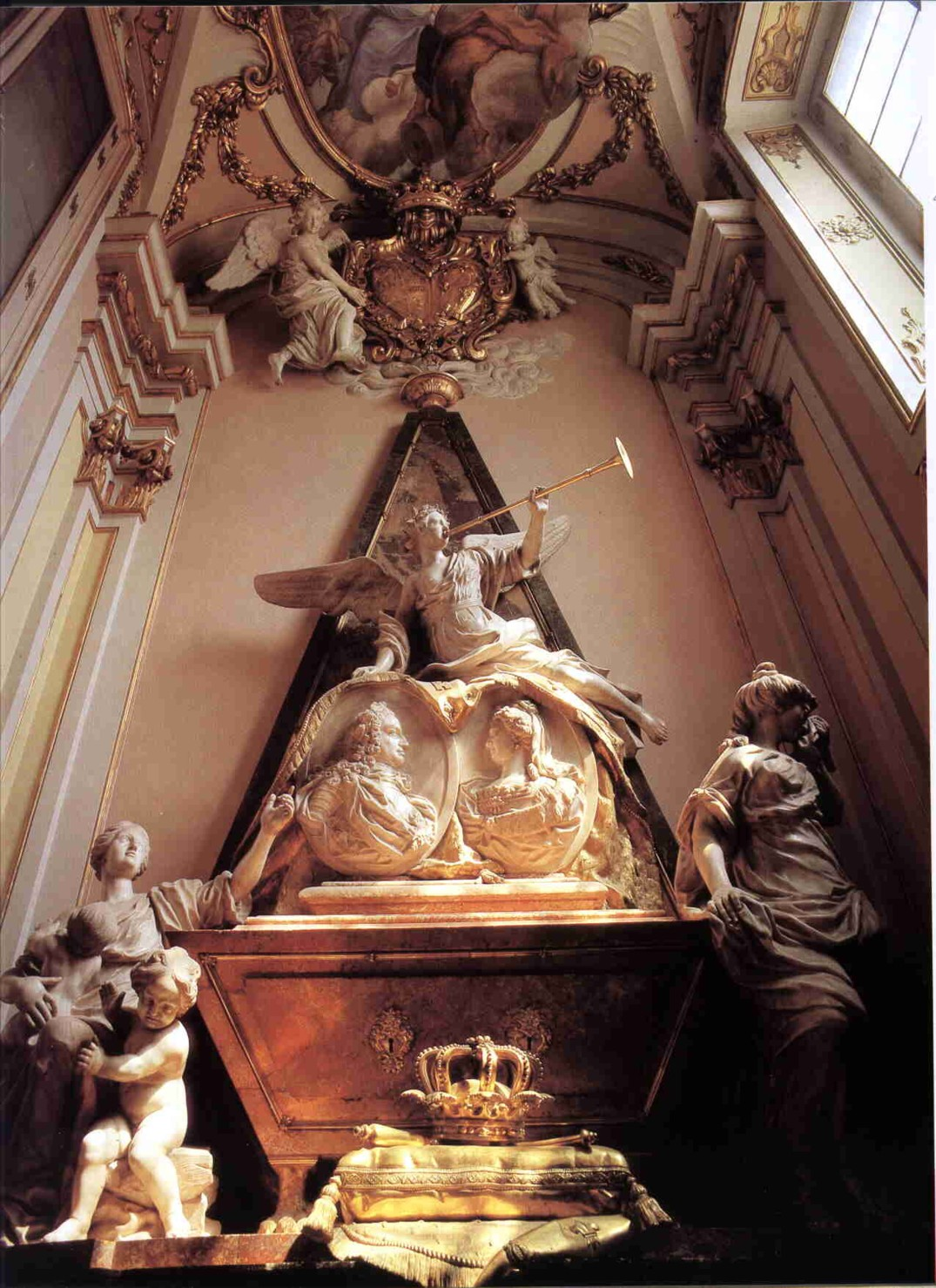
Tombeau de Philippe V au Palais royal de la Granja de San Ildefonso.

Le 10 janvier 1724, Philippe V confirma par décret qu'il abdiquait en faveur de son fils Louis Ier. Le prince reçut les documents le 15 et les fit publier le lendemain. Les motifs de cette abdication ne sont pas véritablement éclaircis. Certains historiens ont pu avancer qu'il se préparait à monter sur le trône de France, profitant de la mort attendue de Louis XV ; d'autres qu'il était conscient de son incapacité à gouverner à cause de sa maladie. Mais Louis Ier étant trop jeune et insouciant, ce sont ses parents qui continuèrent à s'occuper du gouvernement.
Louis Ier ne régna que sept mois. À sa mort, Philippe V redevint roi, malgré les droits de son deuxième fils, Ferdinand, alors prince des Asturies.

### Mort
Philippe V meurt le 9 juillet 1746 et, contrairement à la tradition qui, depuis Charles Quint, veut que les monarques espagnols soient enterrés au palais de l'Escurial, est enterré en son palais San Ildefonso.
Son fils lui succède sous le nom de Ferdinand VI d'Espagne.
Il est notable qu'en 1713, Philippe V avait instauré, par la Pragmatique Sanction, la loi salique en Espagne, contrairement à la tradition espagnole qui permettait qu'une fille de roi devienne reine — comme le fut d'ailleurs Isabelle la Catholique, reine de Castille et León de 1474 à 1504. La révocation de ce décret par Ferdinand VII, bien plus tard au XIXe siècle, fut responsable des trois guerres civiles carlistes entre les isabellistes (puis alphonsistes), partisans d'Isabelle II (puis de son fils Alphonse XII) et les carlistes, partisans de son oncle l'infant Charles (puis de ses descendants), de 1833 à 1840, 1846 à 1849 et 1872 à 1876.

## Mariages et descendance
Philippe V épouse le 3 novembre 1701 à Figueras (à la frontière franco-espagnole, en Catalogne) Marie-Louise de Savoie. De cette union naissent quatre fils : les trois premiers reçoivent des prénoms d'origine française inusités à la cour d'Espagne, le quatrième un prénom remontant à l'époque d'avant les Habsbourg, en hommage au premier roi espagnol canonisé par l'Église (Ferdinand III de Castille) :

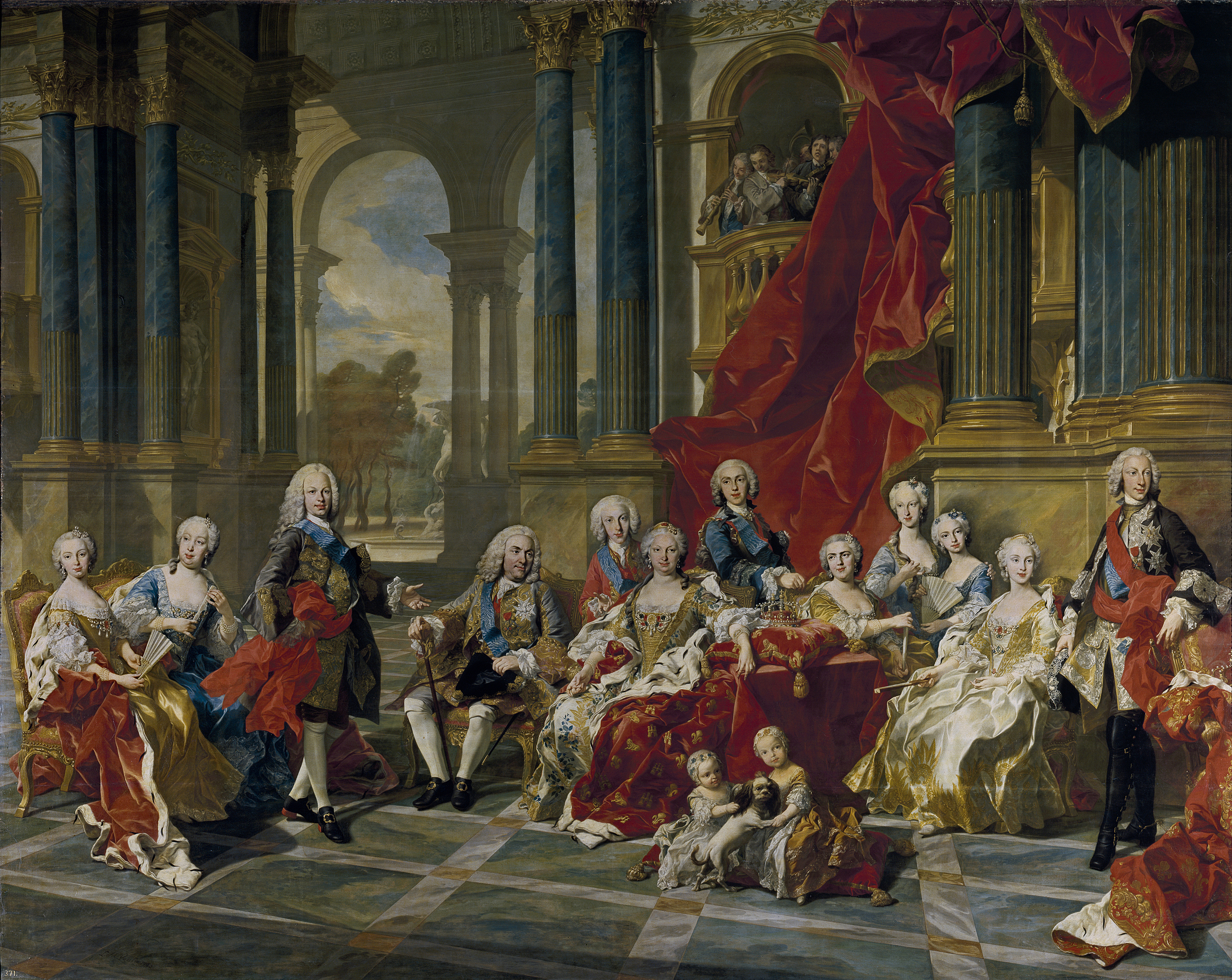
La famille de Philippe V d'Espagne. Tableau de Louis Michel van Loo, peint en 1743, représentant l'infante Marie-Anne-Victoire ; Marie-Barbara de Portugal, « princesse des Asturies » ; Ferdinand, « prince des Asturies » ; Philippe V ; Louis Antoine d'Espagne, comte de Chinchón ; Élisabeth Farnèse; l'infant Philippe ; Élisabeth de France ; l'infante Marie-Thérèse ; l'infante Marie-Antoinette ; Marie-Amélie de Saxe, « reine de Naples et de Sicile » ; Charles, « roi de Naples et de Sicile » ; les deux enfants sont Marie Isabelle « de Naples et Sicile », fille de Charles, et Marie-Isabelle.

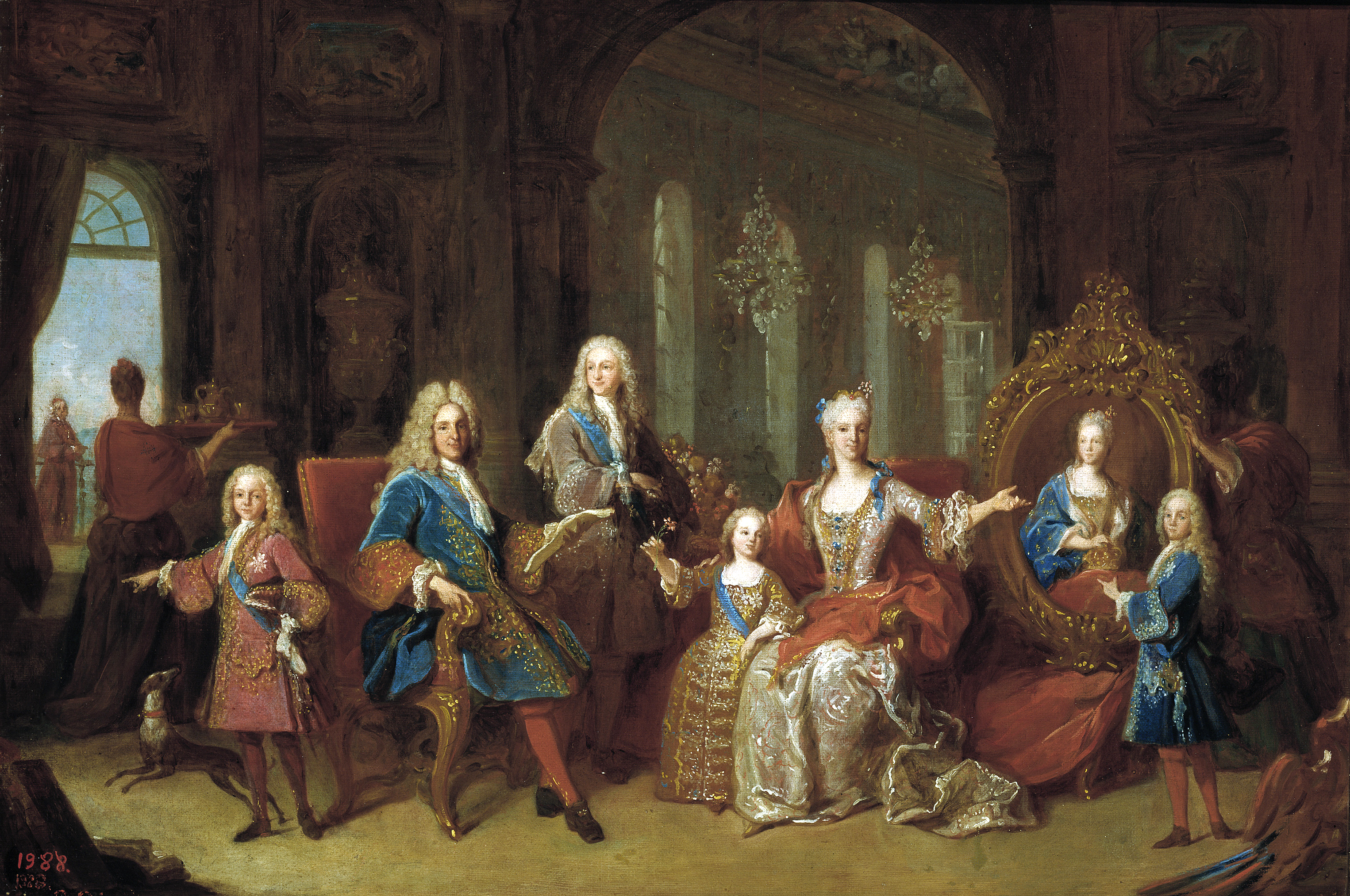
Famille de Philippe V, par Jean Ranc vers 1723.

- Louis Ier (Madrid, 25 août 1707 - Madrid, 31 août 1724), roi des Espagnes et des Indes (1724) ;
- Philippe (2 juillet 1709 - 8 juillet 1709) ;
- Philippe-Pierre (7 juin 1712 - 29 décembre 1719) ;
- Ferdinand VI (Madrid, 23 septembre 1713 - Villaviciosa de Odón, 10 août 1759), roi des Espagnes et des Indes (1746-1759).

Philippe V se remarie le 24 décembre 1714 à Guadalajara avec Élisabeth Farnèse, nièce du duc de Parme. De cette union naissent :
- Charles III d'Espagne (Madrid, 20 janvier 1716 - Madrid, 14 décembre 1788), duc de Parme et Plaisance (1731-1736), roi des Deux-Siciles (1735-1759) et roi des Espagnes et des Indes de 1759 à 1788 ;
- François (21 mars 1717 - 21 avril 1717) ;
- Marie-Anne-Victoire d'Espagne (Madrid, 31 mars 1718 - Lisbonne, 15 janvier 1781), mariée à Joseph Ier de Portugal et « princesse du Brésil » ;
- Philippe Ier de Parme, (Madrid, 15 mars 1720 - Alexandría, 18 juillet 1765), duc de Parme, fondateur de la lignée des Bourbon-Parme ;
- Marie-Thérèse d'Espagne (Madrid, 11 juin 1726 - Versailles, 22 juillet 1746), mariée au dauphin Louis de France, fils de Louis XV ;
- Louis Antoine d'Espagne (25 juillet 1727 - 7 août 1785), archevêque de Tolède, primat d'Espagne et cardinal jusqu'à l'âge de 8 ans, il devint comte de Chinchon ; en 1776, il épousa Marie-Thérèse Vallabriga (1758-1785) par un mariage inégal ;
- Marie-Antoinette d'Espagne (17 novembre 1729 - 19 septembre 1785), mariée en 1750 à Victor-Amédée III de Sardaigne (1726-1796).

### Maison de Bourbon d'Espagne
À sa naissance, en qualité de fils de France, le futur Philippe V n'avait pas d'autre nom que celui de France. S'il avait vécu dans son royaume d'origine et qu'il y avait fait souche, sa descendance aurait alors pris le nom d'Anjou, en référence à son apanage. À la différence de la maison d'Autriche, appelée indifféremment casa de Austria ou casa de Habsburgo en espagnol, l'usage du nom de Bourbon s'est cependant imposé en Espagne plutôt que celui de France, et la maison royale a adopté ce nom (Casa de Borbón en espagnol). L'appellation de maison de Bourbon-Anjou (Casa de Borbón-Anjou) est également fréquemment utilisée s'agissant de sa descendance à la nationalité espagnole issue des mâles.

## Titres
- 1683-1700 : Son Altesse royale le duc d'Anjou ;
- 1700-1724 : Sa Majesté le roi ;
- 15 janvier 1724 - 6 septembre 1724 : Sa Majesté le roi Philippe V (durant le règne de son fils) ;
- 1724-1746 : Sa Majesté le roi.

Armoiries comme duc d'Anjou.
Armoiries comme roi d'Espagne.

## Dans la culture populaire

### Cinéma
- 1946 : Le Joyeux Barbier, film de George Marshall, avec Howard Freeman dans le rôle de Philippe V.
- 1994 : Farinelli, film de Gérard Corbiau, avec Jacques Boudet dans le rôle de Philippe V.
- 2018 : L'Échange des princesses, film de Marc Dugain, avec Lambert Wilson dans le rôle de Philippe V.

### Télévision
- 2021 : La Cuisinière de Castamar, série télévisée espagnole d'Iñaki Peñafiel et Norberto López Amado, avec Joan Carreras dans le rôle de Philippe V.
- 2024 : Philippe V, les démons du roi d'Espagne, documentaire, Secrets d'histoire, France 3[19].